# Густаво Веласкес
Густаво Веласкес (ісп. Víctor Velázquez, нар. 17 квітня 1991, Ітаугу) — парагвайський футболіст, захисник аргентинського клубу «Ньюеллс Олд Бойз» та національної збірної Парагваю. Відомий за виступами в низці парагвайських і закордонних клубів.

## Клубна кар'єра
Густаво Веласкес дебютував у дорослому футболі 2012 року виступами за команду «Серро Портеньйо», в якій грав до кінця 2013 року, взявши участь у 61 матчі чемпіонату. Протягом першої половини 2014 року футболіст грав у складі клубу «Спортіво Лукеньйо».
У другій половині 2014 року Веласкес перейшов до клубу «Насьйональ», у якому грав до кінця 2016 року. У 2016 року він знову став гравцем клубу «Серро Портеньйо», проте цього разу грав у складі асунсьйонської команди недовго, тому що керівництво клубу віддало гравця в оренду до клубу «Соль де Америка». У 2018 році футболіст знову грав у складі асунсьйонського «Насьйоналя», звідки в 2019 році гравця віддали в оренду до мексиканського клубу «Лобос БУАП».
У 2019 році Густаво Веласкес уклав контракт з клубом «Хуарес», у складі якого грав до 2022 року. З 2022 року футболіст грає у складі аргентинського клубу «Ньюеллс Олд Бойз». Станом на 29 жовтня 2024 року відіграв за команду з Росаріо 90 матчів в національному чемпіонаті.

## Виступи за збірну
У 2024 році Густаво Веласкес дебютував у складі національної збірної Парагваю. У складі збірної був учасником розіграшу Кубка Америки 2024 року у США. Станом на кінець жовтня 2024 року зіграв у складі національної збірної 7 матчів, у яких відзначився 1 забитим м'ячем.